# Jan Aleksander Fredro
Jan Aleksander Fredro, född 2 september 1829, död 15 maj 1891 i Siemianice, var en polsk greve och dramatiker. Han var son till Aleksander Fredro.
Fredro hade deltagit i ungerska revolutionen 1848, flydde till Paris och fick först 1857 tillstånd att återvända till Galizien, där han med framgång fortsatte sin fars verksamhet som komediförfattare. Hans satir är godmodig och lustig, men tränger inte så djupt in i det sociala livet som faderns. Hans samlade komedier utkom 1872 och 1881.